# Bradysia lembkei
Bradysia lembkei är en tvåvingeart som beskrevs av Werner Mohrig och Menzel 1990. Bradysia lembkei ingår i släktet Bradysia och familjen sorgmyggor. Inga underarter finns listade i Catalogue of Life.